# Nguyễn Thu Giang
Nguyễn Thu Giang (sinh ngày 2 tháng 10 năm 1985) là một kỳ thủ cờ vua và nhà toán học người Úc gốc Việt. Cô là giảng viên lâu năm môn Toán ứng dụng tại Đại học Adelaide và là một Nữ Kiện tướng FIDE (WFM). Cô đã đại diện cho Úc ở sáu Olympiad Cờ vua.

## Cờ vua
Sau khi tham gia phong trào thể thao học đường ở bộ môn cờ vua tại Quận 1, Thành phố Hồ Chí Minh năm 9 tuổi, Giang được huấn luyện viên Lâm Minh Châu phát hiện. Hai năm sau, cô lọt vào tuyến năng khiếu của thành phố. Cô đã giành huy chương vàng trong Giải vô địch thiếu nữ U-13 Việt Nam năm 1998 và huy chương bạc trong Giải vô địch thiếu nữ U-15 Việt Nam năm 1999.
Giang lần đầu tiên đại diện cho Việt Nam tham dự Giải vô địch nữ U-14 thế giới (Disneyland Paris) năm 1998. Cô đã giành huy chương vàng tại Giải vô địch nữ U-14 châu Á năm 1999, huy chương bạc tại Đại hội thể thao trẻ em quốc tế thiếu nhi châu Á lần thứ 2 năm 2000 và huy chương bạc tại Giải vô địch nữ U-16 ASEAN năm 2000.
Năm 2001, Giang chuyển đến Adelaide, Úc. Cô đứng hạng ba trong Giải vô địch Úc tại Sydney năm 2002. Tháng 10 năm 2007, Liên đoàn Cờ vua Úc đề nghị Giang thi đấu cho đội tuyển của nước này; đề nghị sau đó đã được ông Đặng Tất Thắng – Phó Chủ tịch kiêm Tổng thư ký Liên đoàn Cờ Việt Nam chấp thuận. Từ năm 2008, Giang thi đấu với tư cách là kỳ thủ của Úc. Cô đại diện cho Úc tại sáu Olympiad Cờ vua ở Dresden (2008), Khanty-Mansiysk (2010), Istanbul (2012), Tromsø (2014), Baku (2016) và Batumi (2018). Năm 2012, trong giải nữ của Olympiad Cờ vua thứ 40, cô ghi điểm 6/9 và được trao danh hiệu Nữ Kiện tướng FIDE (WFM).

## Toán học
Giang hoàn thành bằng Tiến sĩ Toán học tại Đại học Nam Úc (UniSA) vào năm 2009 khi chưa đầy 24 tuổi. Luận án của cô, Hamiltonian Cycle Problem, Markov Decision Processes and Graph Spectra (tạm dịch: Vấn đề chu trình Hamilton, quy trình quyết định Markov và phổ đồ thị), được Jerzy Filar và Vlad Ejov giám sát. Cô là tiến sĩ trẻ nhất của UniSA và tốt nghiệp tiến sĩ trẻ thứ hai ở Nam Úc. Năm 2001, 2011 và 2012, Giang là giảng viên khách mời tại Đại học Tự do Bruxelles; từ năm 2005 đến năm 2009, cô đóng vai trò trợ giảng và giảng viên khách mời tại UniSa; năm 2012, cô là giảng viên khách mời và từ năm 2014 đến nay, là giảng viên lâu năm môn Toán ứng dụng tại Đại học Adelaide. Giang nhận South Australian Tall Poppy Science Award 2019.

## Tiền ấn phẩm arxiv
- Nguyễn, G. T.; Poloni, F. (5 tháng 5 năm 2016). "Componentwise accurate Brownian motion computations using Cyclic Reduction".  arΧiv:1605.01482.
- Bean, N.; O'Reilly, N. M.; Nguyễn, G. T. (30 tháng 1 năm 2019). "A discontinuous Galerkin method for approximating the stationary distribution of stochastic fluid-fluid processes".  arΧiv:1901.10635.
- Lewis, A.; Bean, N.; Nguyễn, G. T., Bayesian estimation of a Markovian regime-switching model for the South Australian wholesale electricity market.
- Lewis, A.; Bean, N.; Nguyễn, G. T. (19 tháng 6 năm 2019). "Estimation of Markovian-regime-switching models with independent regimes".  arΧiv:1906.07957.
- Hamilton, A.; Nguyễn, G. T.; Roughan, M. (27 tháng 8 năm 2019). "Counting Candy Crush configurations".  arΧiv:1908.09996.
- Nguyễn, G. T.; Peralta, O. (29 tháng 8 năm 2019). "Rate of strong convergence to Markov-modulated Brownian motion".  arΧiv:1908.11075.
- Latouche, G.; Nguyễn, G. T.; Peralta, O. (15 tháng 10 năm 2019). "Strong convergence to two-dimensional alternating Brownian motion processes".  arΧiv:1910.06495.
- Nguyễn, G. T.; Peralta, O. (2 tháng 2 năm 2020). "An explicit solution to the Skorokhod embedding problem for double exponential increments".  arΧiv:2002.00361.

## Sách
- Borkar, V. S.; Ejov, V.; Filar, J. A.; Nguyễn, G. T. (2012). Hamiltonian cycle problem and Markov chains [Vấn đề chu trình Hamilton và các chuỗi Markov]. International Series in Operations Research & Management Science. Springer. ISBN 978-1-4614-3232-6.